# Nationwide Airlines

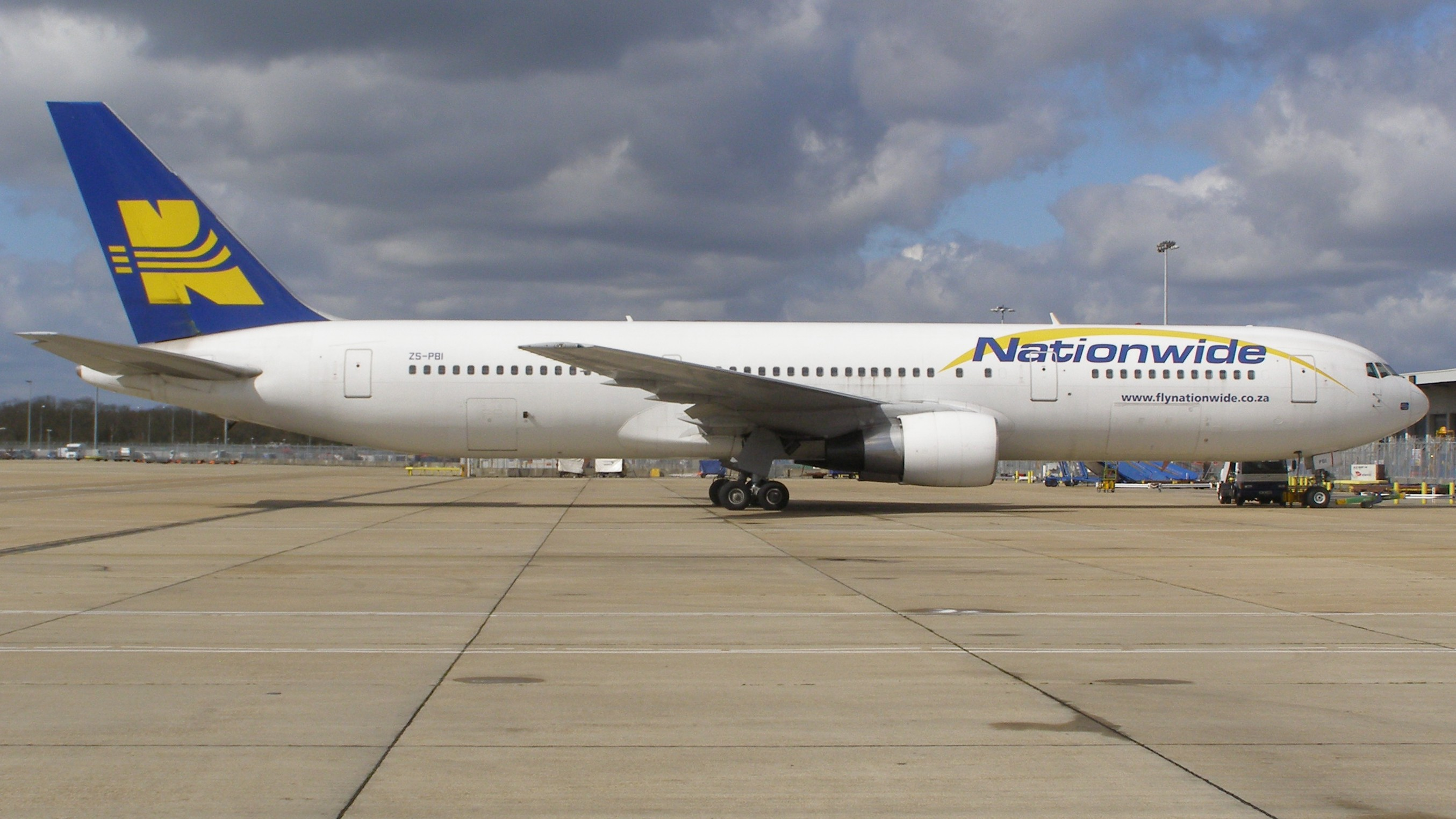
Boeing 767—300 авиакомпании Nationwide Airlines

Nationwide Airlines — бывшая южноафриканская авиакомпания со штаб-квартирой в городе Ласерия (пригород Йоханнесбурга, ЮАР), работавшая на рынке пассажирских внутренних и международных перевозок.
Портом приписки компании и её главным транзитным узлом (хабом) являлся Международный аэропорт имени О. Р. Тамбо в Йоханнесбурге.

## История
Авиакомпания Nationwide Airlines была основана в 1991 году бизнесменом Верноном Брикнеллом и начала операционную деятельность с выполнения чартерных пассажирских и грузовых перевозок в Африке по контрактам с Организацией Объединённых Наций и в рамках Всемирной продовольственной программы. В начале декабря того же года компания запустила регулярные пассажирские маршруты, войдя к тому времени в состав авиационной холдинговой группы наряду с компаниями Nationwide Air Charter, Nationwide Aircraft Maintenance и Nationwide Aircraft Support. В 2003 году авиакомпания ввела регулярные международные рейсы на транконтинентальных широкофюзеляжных самолётах. Nationwide Airlines находилась в собственности частных инвесторов. По состоянию на март 2007 года штат компании насчитывал 800 сотрудников.
С 2006 года руководство авиакомпании планировало ввести в маршрутную сеть регулярные рейсы в Мюнхен и, возможно, в Шанхай или Пекин. В ноябре 2006 года воздушный флот перевозчика пополнился взятым в аренду вторым дальнемагистральным лайнером Boeing 767, который, однако, в силу ряда причин не удалось выкупить в полную собственность. Параллельно руководство Nationwide Airlines рассматривало варианты приобретения других дальнемагистральных самолётов Boeing 747-400 и Boeing 777-200ER. В феврале 2005 года компания провела обновление своего флота, заменив прежние лайнеры на своим первым Boeing 737—500 и став тем самым единственным эксплуатантом в Африке самолётов данного типа.
В марте 2008 года Nationwide Airlines получила премию как самая пунктуальная авиакомпания в 2007 году на регулярном маршруте Лондон-Йоханнесбург, согласно статистическим данным Управления гражданской авиации Великобритании.

## Маршрутная сеть
В апреле 2008 года маршрутная сеть авиакомпании Nationwide Airlines включала в себя следующие пункты назначения:
- Африка
  - Южная Африка: Кейптаун, Дурбан, Джордж, Йоханнесбург, Крюгер-Парк, Порт-Элизабет (ЮАР)
  - Замбия: Ливингстон

- Европа
  - Великобритания: Лондон — Аэропорт Гатвик

## Флот
По состоянию на апрель 2008 года воздушный флот авиакомпании Nationwide Airlines составляли следующие самолёты:
- 3 Boeing 727—200 — использовались в основном на чартерных и региональных маршрутах
- 11 Boeing 737—200 — использовались главным образом на внутренних и региональных перевозках
- 2 Boeing 737—500 — использовались в основном на внутренних и региональных рейсах
- 1 Boeing 767-300ER — работал на регулярном маршруте Йоханнесбург — Гатвик

## Авиапроисшествия и несчастные случаи
- 7 ноября 2007 года Boeing 737—200 авиакомпании Nationwide Airlines, выполнявший регулярный рейс CE723 Кейптаун-Йоханнесбург, через несколько секунд после старта на взлётно-посадочной полосе Международного аэропорта Кейптаун потерял правый двигатель[4]. Лайнер произвёл взлёт, в течение 40 минут вырабатывал топливо и ожидал уборки обломков двигателя с взлётно-посадочной полосы, а затем благополучно совершил посадку в аэропорту вылета, никто из находившихся на борту при этом не пострадал. Аэропорт Кейптауна был закрыт для приёма самолётов в течение часа, все прибывающие рейсы направлялись на запасной Аэропорт Джордж[5].

### Последствия инцидента
29 ноября 2007 года Управление гражданской авиации ЮАР ввело запрет на полёты всех самолётов авиакомпании Nationwide Airlines вплоть до окончания полной проверки их технического соответствия нормам авиационной безопасности. Перевозчику было дано 30 дней для того, чтобы привести воздушные суда в соответствие требованиям нормативных документов, либо обжаловать поставление УГА ЮАР.
7 декабря 2007 года Управление гражданской авиации страны разрешило полёты дальнемагистрального Boeing 767 на маршруте Йоханнесбург-Лондон, а на следующей неделе — выполнение рейсов на этом же самолёте по внутренним маршрутам.
24 декабря 2007 года компании было разрешено использовать все самолёты её воздушного флота.

## Прекращение деятельности
В январе 2008 года Nationwide Airlines полностью восстановила свою маршрутную сеть после инцидента конца прошлого года. Тем не менее, в марте-апреле 2008 года авиакомпания столкнулась с 30%-ным повышением цен на авиационное топливо, что вкупе с общим снижением объёма пассажирских перевозок в мире привело компанию на грань банкротства.
29 апреля 2008 года руководство Nationwide Airlines в добровольном порядке подало заявление на банкротство авиакомпании с последующей её ликвидацией. Маршрутная сеть перевозчика после этого отошла других авиапредприятиям страны.